# چارنووو (استان پودلاسکی)
چارنووو (به لهستانی:  Czarnowo) یک روستا در لهستان است که در گمینا شچوچن واقع شده‌است.